# Ignatius Jacob III
Ignatius Jacob (Ya'qub) III (Aramees: ܡܪܢ ܡܪܝ ܐܝܓܢܐܛܝܘܣ ܝܥܩܘܒ ܬܠܝܬܝܐ, Arabisch: ماراغناطيوس يعقوب الثالث , Mar Iġnāṭiyūs Ya'qub ath-Thani) (Bartella, 12 oktober 1912 - Damascus, 26 juni 1980) was patriarch van de Syrisch-orthodoxe Kerk van Antiochië. Omdat hij de derde patriarch in de Syrisch-orthodoxe Kerk was met de naam 'Jacob', werd zijn naam geschreven als Mor Ignatius Jacob III.

## Levensloop
Ignatius Jacob III werd geboren in 1912 in Irak. Op jonge leeftijd werd hij door de toenmalige patriarch Ignatius Elias III gewijd tot diaken en later tot priester door Ignatius Afrem I Barsoum. In 1950 werd hij gewijd tot metropoliet van Beiroet en Damascus. Na de dood van de toenmalige patriarch Afrem Barsoum, werd hij in 1957 gewijd tot patriarch van de Syrisch-orthodoxe Kerk.

## Werken
Ignatius Jacob III schreef gedurende zijn periode als patriarch meer dan 30 boeken over de geschiedenis van de Syrisch-orthodoxe Kerk, haar spiritualiteit en liturgie.
Hij was tevens verantwoordelijk voor het opnieuw instellen van het Catholicaat van India.